# Maku (Ethnie)
Die Maku wohnen im Nordwesten Brasiliens und im Südosten Kolumbiens. Sie sind Jäger und Sammler. Sie unterteilen sich in sechs verschiedene Gruppen, jede mit ihrem eigenen Gebiet und ihrer eigenen Sprache.

## Name
Es gibt keine Eigenbezeichnung, die von allen Makugruppen verwendet wird. Jede der sechs verschiedenen Sprachgruppen hat ihre eigene Selbstbezeichnung. Die Bezeichnung Maku ist arawakischen Ursprungs und bedeutet Sklave oder Wilder. Sie wird wegen ihrer offensichtlich herabsetzenden Bedeutung von allen Makugruppen abgelehnt, hat sich aber in der ethnografischen Literatur fest etabliert, zumal es keine andere Bezeichnung gibt, die die verschiedenen Gruppen umfasst.
| Selbstbezeichnung | Andere Namen                 | Gebiet (Zu lesen: Zwischen den Flüssen …)         |
| ----------------- | ---------------------------- | ------------------------------------------------- |
| Nukak             | Maku                         | Guaviare und Inírida, in Kolumbien                |
| Bara, Kakwa       | Maku, Pohsá, Boroa, Wirapoyá | Vaupés und Papuri, in Kolumbien                   |
| Hupda             | Maku, Pohsá, Peoná, Wirapoyá | Papuri und Tiquiê, in Brasilien und Kolumbien     |
| Yuhupde           | Maku, Pohsá, Peoná, Wirapoyá | Tiquiê und Rio Traíra, in Brasilien und Kolumbien |
| Dow               | Maku, Kamã                   | Curicuriari und Negro, in Brasilien               |
| Nadöb, Kabori     | Maku, Guariba Tapuya, Xiruai | Negro und Japurá, in Brasilien                    |

Mit Ausnahme der Bara, die häufiger den Ausdruck Bara anstelle von Kakwa („Menschen“) als Selbstbezeichnung benutzen, und der Kabori, eine Untergruppe der Nadub, die sich selbst Kabori („Kinder“) nennen, benutzen alle anderen Maku den Ausdruck „Menschen“ in ihrer jeweiligen Sprache als Selbstbezeichnung.
Die Bezeichnungen Boroa und Pohsá bedeuten Sklaven in den Tucano-Sprachen Dahséa and Cubeo. Der Ausdruck Peoná, ebenfalls aus dem Tukano, bedeutet Herren der Wege, eine Anspielung auf die Tatsache, dass die Maku nicht per Kanu reisen, wie alle anderen Indianer dieser Gegend, sondern zu Fuß entlang Wegen. Mit dem Ausdruck Wirapoyá bezeichnen die Desana, eine Untergruppe der Tukano, die Maku in ihrer Nachbarschaft. Er bedeutet „verdorbener Desana“. Die Herkunft des Wortes Kamã ist unbekannt; es hat ebenfalls eine herabsetzende Bedeutung. Die Bezeichnung Guariba (deutsch: Brüllaffe) wird von den nichtindigenen Bewohnern des Gebiets der Nadub benutzt, in Anlehnung an den Aberglauben, dass jene Waldbewohner Nachkommen des Brüllaffen seien. Das Nheengatu-Wort Xiruai (deutsch: Schwager) ist eine freundschaftliche Bezeichnung mit der dieselben Bewohner die Nadub bezeichnen.
Infolge des Einflusses der regionalen Indianer-Bewegung des Rio Negro ab der Mitte der 1980er Jahre werden die diskriminierenden Bezeichnungen (Boroa, Pohsá, Wirapoyá, Kamã, Guariba und auch Maku) zunehmend ungebräuchlich – aber bisher hat sich noch kein allgemeiner und neutraler Ausdruck gefunden.

## Sprache
Die sechs Maku-Sprachen sind untereinander verwandt und bilden zusammen eine Sprachfamilie. Abgesehen von ein paar Lehnwörtern sind diese Sprachen vollkommen verschieden von den Tucano-Sprachen und Arawak-Sprachen.
Praktisch alle Maku sprechen ihre eigene Heimatsprache. Die Maku im Vaupésgebiet (Bara, Hupda und Yuhupde) sprechen wegen ihrer Nähe zu den Tukano auch Tukano-Sprachen. Da die Tukano als Mittelsleute im Kontakt mit den Weißen agieren, sind sie eine Art Barriere der kulturellen Anpassung der Maku, so dass nur ungefähr 20 % der Maku des Vaupés spanisch oder portugiesisch sprechen können. Die Nukak, die erstmals im Jahre 1988 kontaktiert wurden, sprechen nur wenig Spanisch oder irgendeine andere fremde Sprache. Die Duw und Nadub, die ihren Erstkontakt mit Weißen bereits im 18. Jahrhundert hatten und nicht die Tukano-Barriere in ihrer Nachbarschaft haben, können gut portugiesisch und nheengatu (die Verkehrssprache der Flussbewohner des mittleren und unteren Rio Negro) sprechen.
Bis heute haben Sprachwissenschaftler nicht genügend Material zusammengetragen, um darauf eine zweisprachige Erziehung aufbauen zu können, was von den Maku immer dringender gefordert wird, in berechtigter Reaktion auf die Hegemonie der Dahséa-Sprache (Tukano) in den regionalen Schulen, die von den Distrikten unterhalten und von katholischen Salesianer-Missionaren geleitet werden.

## Lebensraum
Das Gebiet, auf das sich ihre Bevölkerung verteilt, ist im Nordwesten begrenzt vom Río Guaviare (ein Nebenfluss des Orinoco), im Norden vom Rio Negro, im Süden vom Rio Japurá und im Südosten vom Uneiuxi (ein Nebenfluss des Rio Negro). Es umfasst 20 Millionen ha. Da dieses riesige Gebiet überwiegend aus verkrüppeltem Wald und Buschland mit extrem nährstoffarmem Boden, geringer Pflanzenvielfalt und wenigen Wildtieren besteht, sind die sechs Sprachgruppen der Maku in hohem Maße in diesem weiten Gebiet zerstreut. Sie besiedeln genau die Orte, an denen das Wild zahlreicher und die Pflanzenvielfalt größer ist.
Die menschliche Besiedlung des Gebiets in präkolumbianischer Zeit erfolgte wahrscheinlich in zwei Etappen: Zuerst besiedelten die Maku das Festland zwischen den Flüssen; danach kamen die Arawak und die Tukano, die sich an den Steilufern der Flüsse niederließen, mitten im Igapó, einer Flussuferlandschaft, die regelmäßig während der Regenzeit von April bis September überschwemmt wird. Der schon ziemlich alte Kontakt zwischen diesen Völkern unterschiedlicher Herkunft und unterschiedlicher Sprachen, die jedes unterschiedliche Nischen ihrer Umwelt besetzten, resultierte in einem komplexen System kommerziellen und symbolischen Tauschhandels.
Auf brasilianischer Seite leben sie in mehreren zusammenhängenden Indianergebieten. Die brasilianischen Maku-Gruppen (Hupda, Yuhupde, Dow und Nadöb) verteilen sich zumeist auf die zwischen den Flüssen liegenden Gebiete dieses Areals.

## Bevölkerung
Da sich die ungefähr 3000 Maku auf ein riesiges, binationales Territorium verteilen und sich im schwer zugänglichen Dschungel zwischen den Wasserstraßen aufhalten, ist es schwierig, die Gesamtbevölkerungszahl zu ermitteln.
| Selbstbezeichnung | Bevölkerung | Jahr | Quelle                              |
| ----------------- | ----------- | ---- | ----------------------------------- |
| Nukak             | 378         | 1995 | Franky et al. (1995)                |
| Bara, Kakwa       | 300         | 1969 | Silverwood-Cope (1990)              |
| Hupda             | 1500        | 1997 | Pozzobon (1997b)                    |
| Yuhupde           | 370         | 1997 | Pozzobon (1997c)                    |
| Dow               | 78          | 1994 | Oliveira, Meira and Pozzobon (1994) |
| Nadöb, Kabori     | ≈600        | 1995 | ISA (1996)                          |
| Total             | ≈3226       |      |                                     |

## Geschichte des Kontakts
Die Kargheit der vorherrschenden Buschlandschaft und der reißende Charakter der Flüsse behinderten die Ausbreitung portugiesischer und spanischer Pionierfronten, die sich schon im 17. Jahrhundert um diese Region stritten und an einigen Punkten des Rio Negro Militärlager errichteten, von wo gefangene Ureinwohner flussabwärts in die entstehenden urbanen Zentren (Barcelos, Manaus und Belém) transportiert wurden.
Ab dem 18. Jahrhundert verstärkten sich diese Transporte derart, dass sogar einige Mitglieder der Maku in ihren versteckten Gebieten zwischen den Flüssen gefangen und versklavt wurden. Aber die Analyse von Dokumenten aus der Kolonialzeit zeigt, dass sie unter den Eingeborenen der Region am wenigsten von der Sklaverei und von den Gewalttaten betroffen waren, die aus dem Kautschukboom am Ende des darauffolgenden Jahrhunderts resultierten. Der Kautschukboom war möglicherweise ein Anlass für die Maku, sich auch landwirtschaftlich zu betätigen:Uum der Gefangennahme durch Kautschukarbeiter zu entgehen, flohen die Tukano in die Gebiete zwischen den Flüssen und lebten eine Zeitlang enger mit den Maku zusammen. Von ihnen lernten die Maku den Anbau von Maniok und übernahmen auch eine Reihe von weiteren Elementen ihrer materiellen und geistigen Kultur.
Im Jahre 1914, inmitten der durch das Ende des Kautschukbooms ausgelösten Periode wirtschaftlicher Stagnation, begannen Missionare der katholischen Ordensgemeinschaft der Salesianer ihre Tätigkeit der Erziehung in dem Gebiet. Sie bekamen Zulauf von allen Flussindianern auf brasilianischer Seite, trafen aber bei den Maku auf großen Widerstand, da die sich weigerten, ihre Kinder in die Internate der Missionszentren zu schicken. In den 1970er Jahren machten die Salesianer ein paar Experimente mit Missionsdörfern ausschließlich für Maku. Die Goldsucherei, die sich in der Region Mitte der 1980er bis Anfang der 1990er Jahre ausbreitete, bis es der Indianerbewegung mit Unterstützung der Staatsanwaltschaft und der Bundespolizei gelang, die Eindringlinge hinauszuwerfen, hatte wenig Einfluss auf die Maku, da die Goldsucher ihrer Tätigkeit meistens in der Nähe von Flussufern nachgingen. Die einzige Goldmine auf dem Festland, im äußersten Süden des Indianergebiets Alto Rio Negro, wurde schon 1986 von dem Minenunternehmen Paranapanema wegen zu geringer Produktivität wieder eingestellt. Mit dem Erstarken der Indianerbewegung Anfang der 1990er Jahre wurde das Gold nur noch ausschließlich von Indianern ausgebeutet.

## Gesellschaftliche Organisation
Die traditionellen Maku-Dörfer hatten eine Bevölkerung von 25 bis 30 Personen – ungefähr sechs Haushaltsgemeinschaften. Ein Maku-Haushalt besteht aus dem Ehemann, der Ehefrau oder Ehefrauen, unverheirateten Kindern und eventuell weiteren nahen Verwandten, Witwer oder unverheiratete Erwachsene. Im Allgemeinen besitzt jeder Haushalt seine eigene Feuerstelle, um die sich die Mitglieder zum Schlafen und zum Essen versammeln. Die Behausung besteht aus wandlosen Hütten, die zwischen einer und vier engverwandten Haushaltsgruppen Schutz bieten können. Ein Dorf mit 25 Bewohnern hat gewöhnlich drei solcher Schutzhütten. Diese befinden sich auf einer Lichtung, einem Hügel, in der Nähe eines kleinen Flüsschens oder Baches. Die Felder liegen rund um die Häuser oder befinden sich in nahegelegenen Lichtungen (zwischen 5 und 60 Minuten Fußweg). Oft sind sie auf ehemaligen Dorflichtungen angelegt. Jeder Haushalt besitzt durchschnittlich zwei Felder von 50 × 50 Metern Fläche, stets auf Lichtungen der Allgemeinheit.
Eine Gruppe von benachbarten Dörfern, die zwischen einer Stunde und einem Tag zu Fuß voneinander entfernt liegen, bildet eine regionale Gruppe. In der Regel spricht jede regionale Gruppe einen eigenen Dialekt derselben Sprache. Somit unterteilt sich jede Maku-Sprachgruppe in mindestens zwei regionale Dialektgruppen. Zum Beispiel haben die Hupdu drei regionale Gruppen (drei Dialekte), die voneinander durch navigierbare Wasserläufe getrennt sind, deren Ufer von Flussindianern besiedelt sind. Die erwachsenen Mitglieder derselben regionalen Dialektgruppe kennen sich alle untereinander beim Namen und ihre Verwandtschaftsbeziehungen. Hingegen haben sie nur geringe Kenntnisse über Nachbarn, die andere Dialekte sprechen und mit denen sie keine nachweislichen verwandtschaftlichen Beziehungen haben. Die regionale Dialektgruppe hat einen stark endogamen Zusammenhang. Die durchschnittliche Zahl von endogamen Eheschließungen, das heißt zwischen Personen, die in derselben regionalen Gruppe geboren sind, beträgt 80 %. Die durchschnittliche Größe einer regionalen Gruppe im brasilianischen Gebiet des Río Vaupés beträgt 260 Personen – etwa zehn benachbarte Dörfer.
Das Territorium einer regionalen Dialektgruppe ergibt sich aus den verschiedenen aneinander angrenzenden Jagdterritorien, die jedes rund um ein Dorf gelegen sind. Die Männer eines Dorfes von 25 bis 30 Einwohnern jagen gewöhnlich innerhalb eines Radius von sieben bis zehn Kilometern um das Dorf herum. Vom Dorf aus führt eine Reihe von Wegen in alle Richtungen – einige verbinden verschiedene Maku-Dörfer miteinander, andere führen zu Dörfern von Flussindianern, und wieder andere führen zu Jagdlagern. Jedes Dorf besitzt im Durchschnitt acht Jagdlager in einem Radius von sieben bis zehn Kilometer Entfernung. Wenn ein Dorf die Grenze von 30 oder 40 Einwohnern übersteigt, dann teilt es sich in zwei oder mehr Dorfgemeinschaften, da die Jäger in einem großen Dorf gezwungen sind, sich weiter als zehn Kilometer zu entfernen, um genügend Wild zu finden. Das übermäßig lange Fortbestehen eines Dorfes auf einem Platz (zirka fünf Jahre) ist ebenfalls ein Motiv für seine Verlegung, um den Aktionsradius der Jäger zu verlagern und neue Jagdgebiete zu erschließen.

## Das tägliche Leben in einem Maku-Dorf
Die Frauen stehen mit dem ersten Tageslicht auf, baden und bereiten das gemeinsame Frühstück der Männer zu, das gewöhnlich im Haus des Anführers stattfindet. Nach dem Frühstück gehen die Männer auf die Jagd; je nach den Fährten, die sie am Vortag gesehen haben, alleine, zu zweit oder in größeren Gruppen (Wildschweine sind zum Beispiel eine gute Beute für gemeinsame Jagdausflüge). Nachdem sie gegangen sind, essen die Frauen zusammen mit den Kindern und gehen dann aufs Feld, um Maniok zu ernten oder neu zu pflanzen. Gegen Mittag kehren sie zurück und bereiten Maniokmehl, Brei und Maniokkuchen zu. Gegen drei Uhr nachmittags kehren die Männer mit ihrer Beute zurück und übergeben sie den Frauen. Jede von ihnen kocht an ihrer eigenen Feuerstelle, aber das Mahl wird gemeinsam im Haus des Anführers eingenommen; zuerst essen die Männer, dann die Frauen und Kinder. Danach folgen noch drei oder vier Mahlzeiten bis zum Schlafengehen (ungefähr um 21 Uhr), die nach und nach einen zunehmenden häuslichen und individuellen Charakter haben. Im täglichen Leben haben die Tätigkeiten der Männer einen schlappen Rhythmus, mehrmals von langen Ruhepausen in den Hängematten unterbrochen, während die Frauen auf den Feldern, bei der Zubereitung der Mahlzeiten und beim Sammeln von Feuerholz schwer arbeiten.
Aber die Frauen unterlassen es nicht, sich über die Faulheit der Männer zu beklagen. Letztere andererseits bekämpfen sich manchmal untereinander und beschuldigen sich gegenseitig des Geizes, weil sie nicht freigebig genug die magere Beute ihrer täglichen Jagd verteilen. Wenn die Situation einen kritischen Punkt erreicht, verteilen sich die Wohngruppen auf verschiedene Jagdlager, wo sie zwischen zwei und drei Tagen bis hin zu einem Monat verweilen (im Durchschnitt verbringt eine Wohngruppe vier Monate im Jahr in einem Jagdlager). Im Jagdlager sind die Rollen vertauscht: Während die Männer bis zu zwölf Stunden am Tag pausenlos jagen, räkeln sich die Frauen in der Hängematte. Auch essen alle zusammen: Jäger, Frauen und Kinder.
Innerhalb weniger Tage in den Jagdlagern haben die Männer viel mehr Wild gejagt, als ihre Gruppe essen kann. Folglich können sie sich entschließen, in ihr Dorf zurückzukehren, dort ein Fest abzuhalten, alten Streit zu beschwichtigen oder neuen zu entfachen. Oder sie entschließen sich, Wild bei den Flussindianern gegen Maniokmehl, Ipadu (eingeweichte Kokablätter) oder Maniokkuchen zu tauschen. In diesem Falle kann es vorkommen, dass sich einige Wohngruppen entscheiden, einige Zeit (ein paar Tage bis zu einem Monat) im Dorf am Flussufer zu verbringen, wo sie bei den Flussindianern auf dem Feld und beim Hausbau arbeiten.
Zwischen den Maku des Vaupés und ihren tukano sprechenden Flussnachbarn besteht ein ganz hierarchisches Verhältnis: Die ersteren werden von den letzteren wie „Sklaven“ behandelt. Jedoch ist das mehr eine ethnische Ideologie als eine tatsächliche gesellschaftliche Praxis. Es steht den Maku frei zu kommen und zu gehen, mit verschiedenen Flussdörfern gleichzeitig Beziehungen der „Sklaverei“ einzugehen (oder abzubrechen). Andererseits werden die Felder der Maku, die im Allgemeinen 80 % weniger produktiv sind, als die Felder an den Flussufern und den Eigenbedarf der Maku nicht decken können, auf diese Weise geschont. In Wirklichkeit akzeptieren die Maku ihren Status „Sklave“ zu sein, wegen der offenkundigen Vorteile, die er ihnen verschafft: Sie haben Zugang zu den angebauten Produkten, ohne die Folgen der notwendigen Sesshaftigkeit, die für eine Produktion wie die der Tukano unumgänglich wäre, tragen zu müssen (die Tukano produzieren zirka 10 Tonnen Maniokwurzeln im Jahr pro Haushalts-Gruppe – während die Produktion der Maku nicht einmal 3 Tonnen erreicht).

## Politische Organisation
Mobilität ist sehr wichtig für die Maku, wenn man bedenkt, dass sie gewöhnlich ihre Konflikte durch räumliche Trennung lösen. Es gibt keine Führer und keinen Stammesrat, der die häufigen Missverständnisse zwischen den Bewohnern klären könnte. Der Anführer des Dorfes ist nichts weiter als ein Gastgeber und Koordinator für gemeinsame Jagdausflüge. Im Allgemeinen wird die Position von einem Mann mittleren Alters eingenommen, noch kräftig genug für die Jagd und mit beachtlicher Jagderfahrung, um den herum fünf oder sechs Wohngruppen vereint sind, deren Köpfe seine Söhne oder Schwiegersöhne sind. Er hat keine Autorität, um zu richten, wer in einem Streit Recht oder Unrecht hat. Ein Führer, der so etwas versuchen würde, ist nicht davon ausgenommen, während des Streits Schläge abzubekommen oder zusehen zu müssen, wie eine bedeutende Zahl seiner Söhne oder Schwiegersöhne ihn unwiderruflich verlässt. Die zeitweise räumliche Trennung ist die einzige Form, um die endgültige Spaltung des Dorfes bei einem Streit zu vermeiden. Aber je nach Schwere des Konflikts kann eine Spaltung manchmal unvermeidlich sein, so dass manche Haushaltsgruppen nie wieder in ihr Heimatdorf zurückkehren und sich stattdessen in benachbarten Dörfern niederlassen, wo sie nahe Verwandtschaft haben, oder ein neues Dorf gründen.

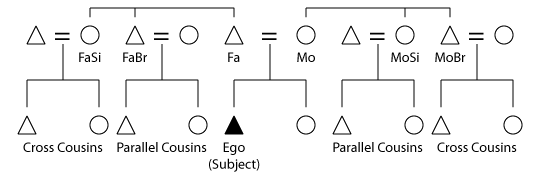
Cousinenheirat

Die örtlichen Gruppen (Dörfer) der Maku sind zweiseitig zusammengesetzt: Des Anführers Söhne und Schwiegersöhne leben beide zusammen. Die Basis der Männerfreundschaft ist das Verhältnis zwischen Schwägern, das heißt, zwischen Männern, die ihre Schwestern tauschen, wobei der Begriff „Schwestern“ im weiteren Sinne zu verstehen ist. Das Vokabular der verwandtschaftlichen Verhältnisse ist dravidianisch: Es basiert auf der Zweiteilung von Cousins in solche, zwischen denen eine Heirat verboten ist (parallelverwandte Cousins: Kinder von Geschwistern desselben Geschlechts) und solche, die für eine Heirat bevorzugt werden (kreuzverwandte Cousins: Kinder von Geschwistern verschiedenen Geschlechts). Unter den Maku ist das dravidianische Vokabular verbunden mit einem System von patrilinearen exogamen Clans. Es besteht eine Übereinstimmung zwischen dem Vokabular und der Gliederung der Clans: So wie die Cousins in „Brüder“ (parallele Cousins) und „Schwäger“ (gekreuzte Cousins) zweigeteilt werden, werden die Clans in „Bruder-Clans“ und „Schwager-Clans“ eingeteilt, so dass die Gesamtheit der Verwandten zweigeteilt ist, sowohl vom Gesichtspunkt des Vokabulars wie auch vom Gesichtspunkt des Clan-Systems. Auf diese Weise sind Männer, die richtige oder klassifizierte Schwestern unter sich getauscht haben, Freunde (Mitbewohner, Jagdgefährten). Die beständigsten lokalen Gruppen (Dörfer) sind jene, die folgende Zusammensetzung aufweisen: eine Gruppe, zusammengesetzt aus Schwägern, um einen Mann mittleren Alters, der Schwiegervater der einen und Vater der anderen ist. Das bedeutet, in derselben lokalen Gruppe sind mindestens zwei verschwägerte Clans vereint.
Es gibt keine Parteien, korporative Altersgruppen oder Ältestenräte bei den Maku. Sie unterteilen die Personen in drei Hauptaltersgruppen (in der Sprache Hupda): die Dowdu (grün/unreif = Kinder), die Wudndu (reif = Erwachsene) und die Wuhudndu (trocken = Alte). Die Anführer eines Dorfes befinden sich in einer Unterklasse zwischen den Wudndu und den Wuhudndu. Die Anführer eines Dorfes haben fast immer auch die Funktion des Medizinmannes und sind darüber hinaus auch die Namensgeber. Um einem Kind einen Namen zu geben, unternimmt der Alte eine „Reise“ in die Welt der Vorfahren (mittels eines Halluzinogens aus einer Pflanze der Gattung Banisteriopsis). Dort angekommen, konsultiert er sie hinsichtlich des Namens des Kindes. Jeder Clan hat ein Repertoire von Namen, so dass der Eigenname schon die Identität des Clans der Person und den matrimoniellen Status (ob „Bruder“ oder „Schwager“) in Relation auf die andern hergibt.

## Kunst, materielle Kultur und Spiele
Im Vergleich zu den benachbarten Tukano und Arawak haben die Maku ursprünglich eine unentwickelte materielle Kultur: Kanus, rituelle Hocker, Keramiktöpfe, Körperbemalung und heilige Flöten, unter anderen, sind alles Dinge, die sie von ihren Nachbarn kopiert haben. Ursprünglich aus ihrer eigenen Kultur stammende Gegenstände scheinen der „Aturá“ (ein sehr widerstandsfähiger Transportkorb) und das Blasrohr zu sein. Mit letzterem werden auch beliebte Schießwettbewerbe ausgetragen, besonders unter den Nadöb. Andere beliebte Spiele bei den Maku sind die „pfeifende Schleuder“ – gemacht aus einer mit Löchern versehenen Kokosnuss und einem Griff vom “Paxiúba”, die Jagd auf Tauben mit Steinen und ein gewisses Vergnügen mit Tierquälereien: Ein Mann räkelt sich in der Hängematte, schlägt die Zeit tot und gibt währenddessen seinem zahmen Tukan und gleichzeitig seinem Jagdhund je ein Stück Fladenbrot, um sich köstlich zu amüsieren, wenn der Tukan dem Hund schmerzhafte Schnabelhiebe auf die Schnauze versetzt, um seinen Rivalen zu vertreiben. Kinder vergnügen sich damit, herumstreunenden Hunden brennendes Reisig an die Schwänze zu binden, um sie bei ihrer verzweifelten Flucht zu beobachten, während alle Leute im Dorf sich biegen vor Lachen. Dazu kommt schlichtes Verspotten der anderen, einschließlich Vergleiche von Penis und Vulva, mit reichlich abwertenden Ausdrücken und spöttischen Kommentaren des Kollektivs, in hoher Fistelstimme, über alte heimliche Liebschaften.

## Kosmologie und Mythologie
Das Universum der traditionellen Religion der Maku hat die Form eines stehenden Eis mit drei Etagen oder „Welten“: (1) die unterirdische „Welt der Schatten“, aus der alle „Monster“ kommen, wie Skorpione, Jaguare, Giftschlangen, die Flussindianer und die Weißen; (2) „unsere Welt“, das heißt, der Wald und (3) die „Welt des Lichts“, über dem Himmel, wo die Vorfahren wohnen und der Schöpfer – der Sohn des Knochens (eine mögliche Anspielung auf den Penis, der auch Knochen genannt wird). Licht und Schatten sind die zwei Grundsubstanzen, aus der alle Wesen in unterschiedlichem Maße zusammengesetzt sind. Licht ist die Quelle des Lebens. Schatten ist die Quelle des Todes. In „unserer Welt“ sind Blätter und Früchte die Wesen mit der höchsten Konzentration an Licht, während Fleischfresser die höchste Konzentration an Schatten haben. Aus diesem Grund ist es besser, Fleischfresser nicht zu essen und seine Ernährung auf Pflanzenfresser zu beschränken. In der Welt des Lichts ernähren sich die Verstorbenen mit köstlichen Fruchtsäften und werden ewige Jugendliche.
Der bedeutendste mythologische Zyklus der Maku erzählt das Epos vom Sohn des Knochens – Idn Kamni in Bara, Kegn Teh in Hupda, Ku Teh in Yuhupde. Die Geschichte beschreibt den Überlebenden eines Feuers, das der vorhergehenden Schöpfung ein Ende bereitete. Seine Versuche, die Welt neu zu erschaffen, mündeten in einer Serie grober Fehler, weshalb Konflikte, Krankheiten und Tod existieren. Nach der Entführung seiner Frau durch seinen jüngsten Bruder lässt der Sohn des Knochens die Welt für immer hinter sich, um in der Welt des Lichts weiterzuleben, über dem Himmel und dem Donner, den er manchmal als Ausdruck seines Grolls ausstößt. Zufall oder nicht, im wirklichen Leben streiten sich Brüder oft um dieselben Frauen, ihre Verwandten nach dem Clan-System.

## Ritual und Geisterbeschwörer
Außer dem schon erwähnten, werden Halluzinogene der Pflanzengattung Banisteriopsis noch bei zwei anderen Maku-Ritualen verwendet. Eins davon ist das Jurupari Ritual, das ursprünglich von den Flussindianern stammt und mit dem die Kinder in der Pubertät initiiert werden und den Erwachsenenstatus erlangen. In diesem Ritual, dass aus einer theatralischen Darstellung der Ankunft einer Urahn-Anakondaschlange aus den Flussabschnitten, die gegenwärtig von den Tukano eingenommen werden, besteht, spielen die Männer die heiligen Flöten, die von den Frauen nicht gesehen werden dürfen. Das andere Ritual ist der Tanz und das Lied des Kaapi wayá, ebenfalls ursprünglich von den Flussindianern stammend, in dem der sich schlängelnde Gang der Anakonda aufgeführt wird, aber ohne die heiligen Flöten. Außerdem gibt es das Dabocuri, das auch von den Flussindianern stammt. Das ist ein profanes, unterhaltsames und alkoholisiertes Fest. Sehr oft endet es in Schlägereien und Geschrei am frühen Morgen, deren Konsequenz, außer vielen Blutergüssen, gewöhnlich die Verteilung der Mitbewohner auf die verschiedenen Jagdcamps ist, oder sogar eine definitive Spaltung der Dorfgemeinschaft.
Bezüglich der Geisterwelt kann man allgemein sagen, dass alle Alten als spirituelle Heiler gelten. Diese werden indes in zwei Typen eingeteilt: die Beter (bididu) und die Jaguarmenschen (nyaam hupdu). Erstere heilen durch das Gebet, letztere durch Herausziehen der Krankheit mittels Absaugen. Häufig übt dieselbe Person beide Funktionen aus. In jedem dieser Fälle flößt der Heiler seinesgleichen keinen großen Respekt ein, er ist vielmehr eine der Lieblingszielscheiben des Spottes. Manchmal wird er auch von den anderen beschuldigt, aus Böswilligkeit Verursacher von Krankheiten zu sein, was dazu führen kann, dass die Leute, die sich davon betroffen fühlen, aus dem Dorf wegziehen oder solange im Wald bleiben, bis der Ärger verflogen ist.

## „Wilde“ und „zahme“ Maku
Die Maku werden wegen der unterschiedlichen Lebensweisen als „wilde“ und „zahme“ Maku bezeichnet. Vor allem letztere sind geprägt durch Kontakt mit den Weißen, während die „Wilden“ versuchen, diesem aus dem Weg zu gehen.
Zu Beginn des 20. Jahrhunderts waren sich diese Gruppen noch freundschaftlich gesinnt. Das etwa zur zweiten Hälfte des Jahrhunderts aufgebaute Patron-Kunden-System zwischen zahmen Maku (Kunden) und Weißen (Patrones) führte jedoch zur Abhängigkeit der zahmen Maku und zum Bruch mit den Wilden. Getauscht wurden vor allem Kautschuk, Felle und ähnliches gegen Industriewaren (Metallwaren) und Salz. Oft haben die Maku versucht, aus diesem System der Schuldknechtschaft auszubrechen. Gruppen, denen es gelungen war, versuchten wieder autonom zu leben, schlossen sich den wilden Maku an, oder verfielen bald erneut der Abhängigkeit eines Patrons.
Diese Zerrissenheit zeigt sich in dem durch den Kontakt mit den Weißen veränderten Weltbild. Zwei Kulturheroen siedelten, nachdem sie sich zerstritten hatten, einer flussaufwärts hinter einem riesigen Gebirge und der andere flussabwärts hinter einer Wand aus Regen. Flussabwärts siedeln die Weißen und Indianer-fressende Monster, flussaufwärts siedeln die wilden Maku, die ihrerseits die Weißen nicht in ihr Gebiet lassen. Die zahmen Maku stellen sich somit in die Mitte zwischen Natur (wilde Maku) und Kultur (Weiße).